# Municipio de Wheatfield (Indiana)
El municipio de Wheatfield (en inglés: Wheatfield Township) es un municipio ubicado en el condado de Jasper en el estado estadounidense de Indiana. En el año 2010 tenía una población de 4395 habitantes y una densidad poblacional de 39,04 personas por km².

## Geografía
Según la Oficina del Censo de los Estados Unidos, tiene una superficie total de 112.58 km², de la cual 112.3 km² corresponden a tierra firme y (0.25%) 0.28 km² es agua.

## Demografía
Según el censo de 2010, había 4395 personas residiendo. La densidad de población era de 39,04 hab./km². De los 4395 habitantes, estaba compuesto por el 96.66% blancos, el 0.34% eran afroamericanos, el 0.16% eran amerindios, el 0.23% eran asiáticos, el 0.05% eran isleños del Pacífico, el 1.46% eran de otras razas y el 1.11% pertenecían a dos o más razas. Del total de la población el 5.64% eran hispanos o latinos de cualquier raza.